# Praia do Bilene
Praia do Bilene ou simplesmente Bilene é um município e vila balnear moçambicana situada 145 km a nordeste de Maputo, nas margens da Lagoa Uembje, a qual está separada do Oceano Índico por uma estreita faixa de dunas.
A principal actividade económica da vila é o turismo, para o qual dispõe de várias instalações turísticas, beneficiando também do facto de ser a praia mais próxima de Maputo acessível por estrada asfaltada.

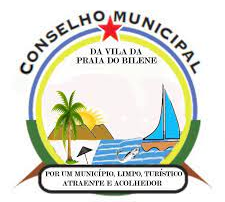
Brasão

Administrativamente, a Praia do Bilene é um posto administrativo do distrito de Bilene, província de Gaza, e desde Maio de 2013 também um município.